# Tom Claassen

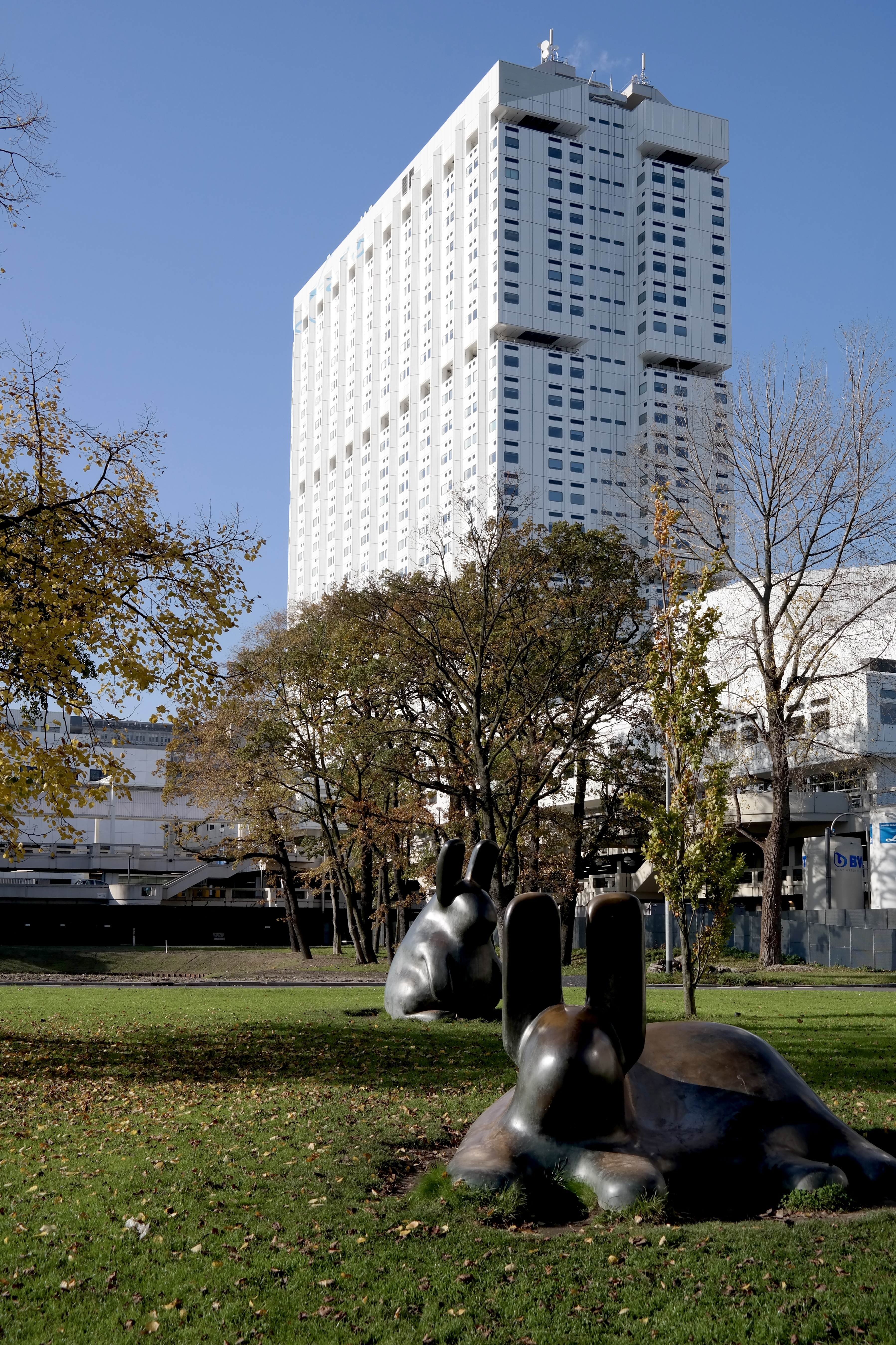
Konijnen in Rotterdam

Thomas Johannes Franciscus (Tom) Claassen (Heerlen, 4 oktober 1964) is een Nederlandse beeldhouwer.

## Leven en werk
Tom Claassen studeerde van 1984 tot 1989 aan de Academie voor Beeldende Kunsten Sint-Joost in Breda. Hij woonde en werkte tot 2008 grotendeels in Breda en sinds 2008 in Breda en Denemarken;
In 1992 werd hij geselecteerd voor de Prix de Rome (beeldhouwen/beeldende kunst en openbaarheid). Hij ontving diverse prijzen, zoals de Aanmoedigingsprijs Stad Amsterdam (1993) en de Charlotte Köhler Prijs (1994). Veel werk van Claassen heeft een plaats gekregen in de openbare ruimte in geheel Nederland.
Hij is vooral bekend geworden door zijn mens- en dierfiguren, die in vereenvoudigde vorm zijn weergegeven. De gebruikte materialen zijn onder andere rubber, hout, jute, brons, ijzer, roestvast staal, aluminium, gips, marmer, beton, keramiek en polystyreen.

## Werken in beeldentuinen
In het beeldenpark van het Kröller-Müller Museum in Otterlo zijn meerdere werken van Claassen opgenomen:
- 18 liggende houten mannen (2000)
- Uilenstronken (2001)
- Rocky lumps (2005/6)

In de beeldentuin van Kasteel het Nijenhuis te Heino, onderdeel van Museum de Fundatie, is de grote staande figuur Mikkel (2017) te zien, aangekocht in samenwerking met Lowlands en aldaar getoond in 2017, 2018 en 2019.

## Werken in de openbare ruimte (selectie)
- Hildo (1997), Gustav Mahlerplein, Zuidas, Amsterdam; een soort eerbetoon van Claassen aan Hildo Krop
- Toon en Toon (1998), Rijnstraat, Apeldoorn
- Mus (1999) bij het Mesos Medisch Centrum aan de Van Heuven Goedhartlaan, Utrecht
- Olifanten bij knooppunt Almere (1999/2000), is een van zijn meer bekende kunstwerken
- Sitting Men of The Two Incredible Sitting Snowmen (2000), Schiphol
- Kapsel van Spinoza (2002), Buys Ballotlaan, Vlaardingen
- Konijnen (2003) in het gazon tegenover de Rotterdamse Kunsthal (een geschenk van de 10-jarige Kunsthal aan de Gemeente Rotterdam)
- Mannetje met losse ledematen (2003), onderdeel van de Beeldengalerij P. Struycken, Den Haag
- Untitled (Two Rabbits) (2004), Citygarden Sculpture Park, St. Louis, Missouri [2]
- Nijlpaard (2004), in de sluis van IJburg, Amsterdam
- Mannetje van Hoofddorp (2006), Burgemeester Stamplein, Hoofddorp
- Pontus, Waakhond van het stationseiland (2007), De Ruyterkade, Amsterdam, in 2016 herplaatst op Hoofddorpplein, Amsterdam[3]
- Betonnies (2007), Heugemerveld, Maastricht
- Ypje (2008/09), project "Kunst aan huis in Ypenburg", Ypenburg, Den Haag
- Hark (2009), Indische buurt, Batikblokken, Amsterdam
- Leeuwen (2009), Julianapark, Schiedam
- Vier Waterbuffels (2010), Piekenhoef, Berghem
- Mol (2009), op het dek van de spoortunnel, Best
- Twee ezels (2011), Matenpark, Apeldoorn
- Mikkel (2017), Beeldentuin Kasteel Het Nijenhuis, Heino
- ZT.AmstBos 2018, Amsterdamse Bos, Amstelveen

## Fotogalerij

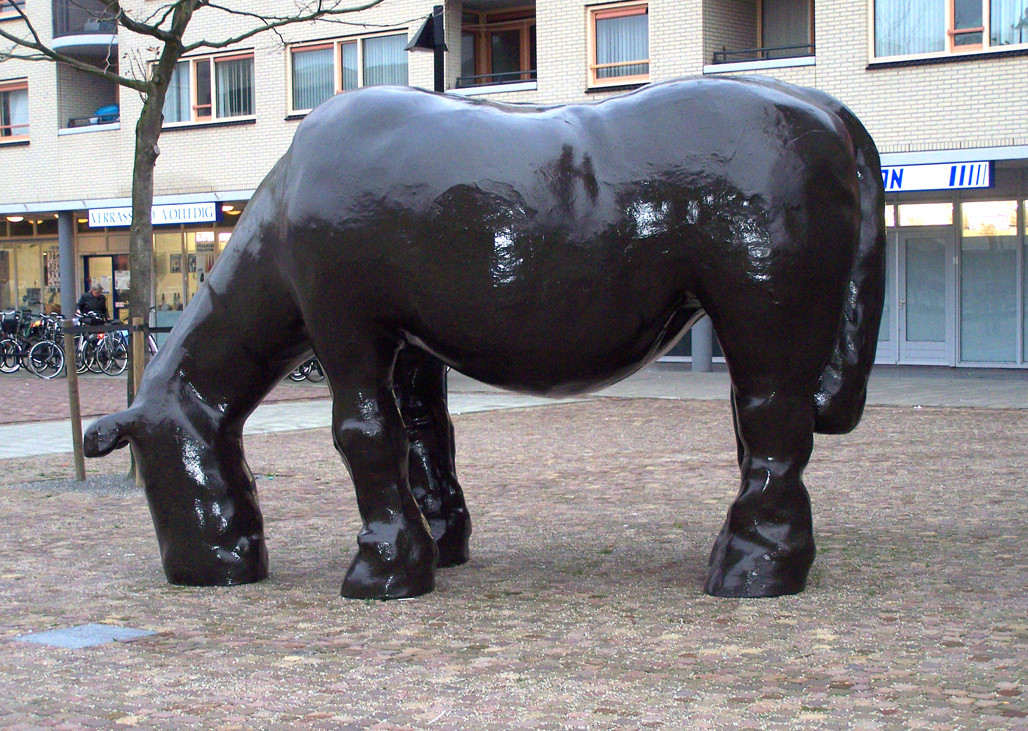
Paard (1996), Utrecht
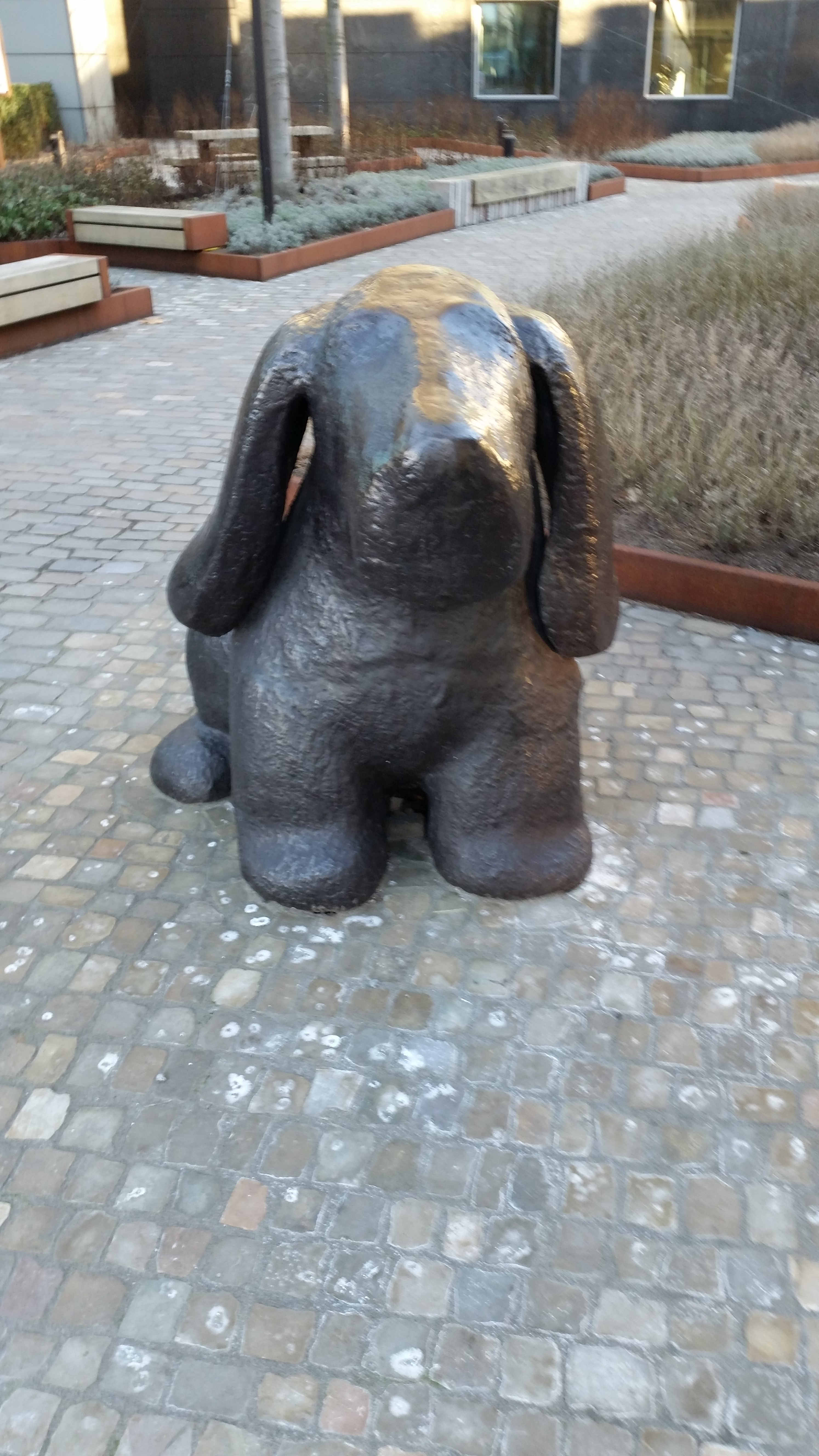
Hildo (1997), Amsterdam
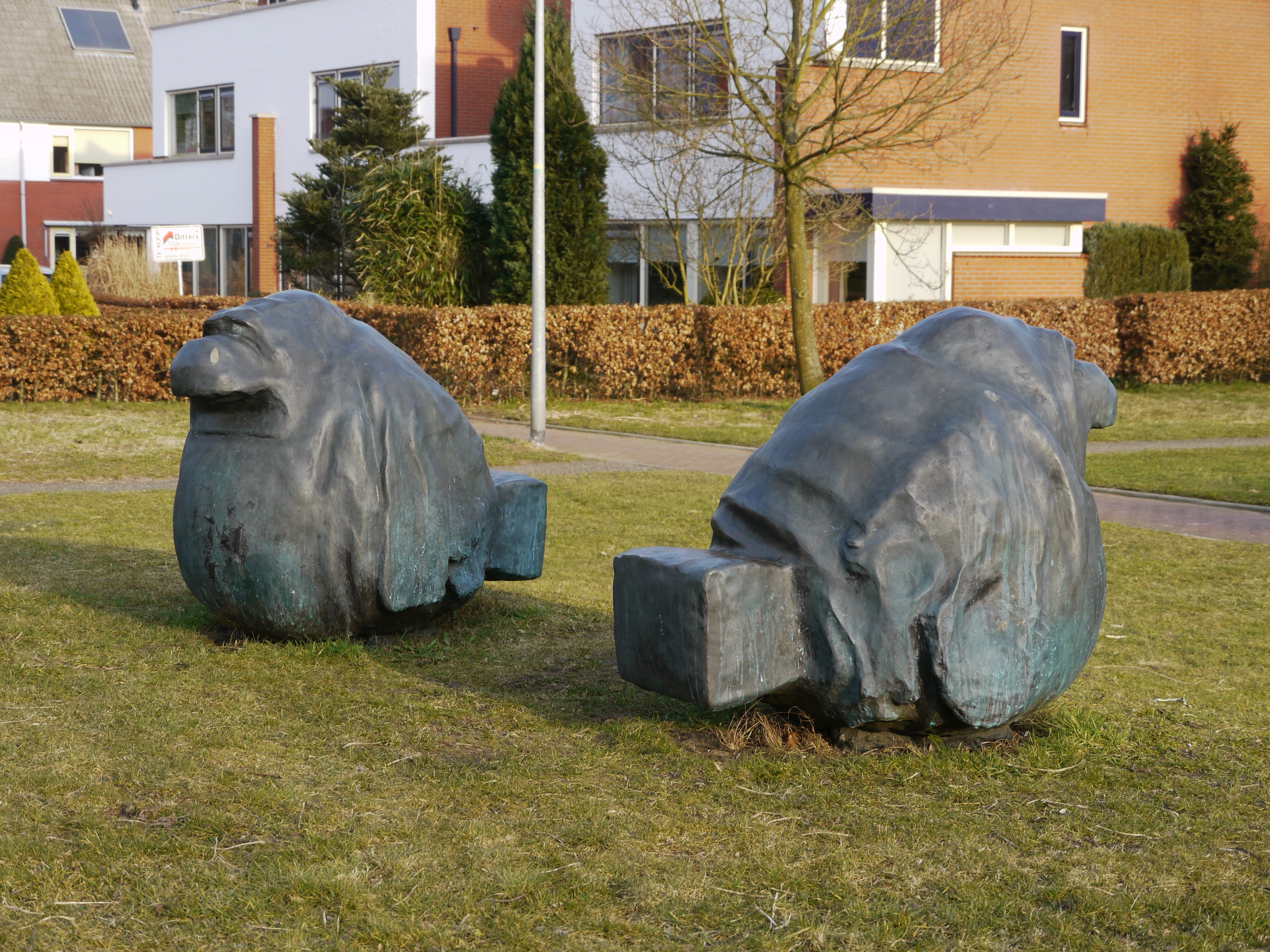
Toon en Toon (1998), Apeldoorn
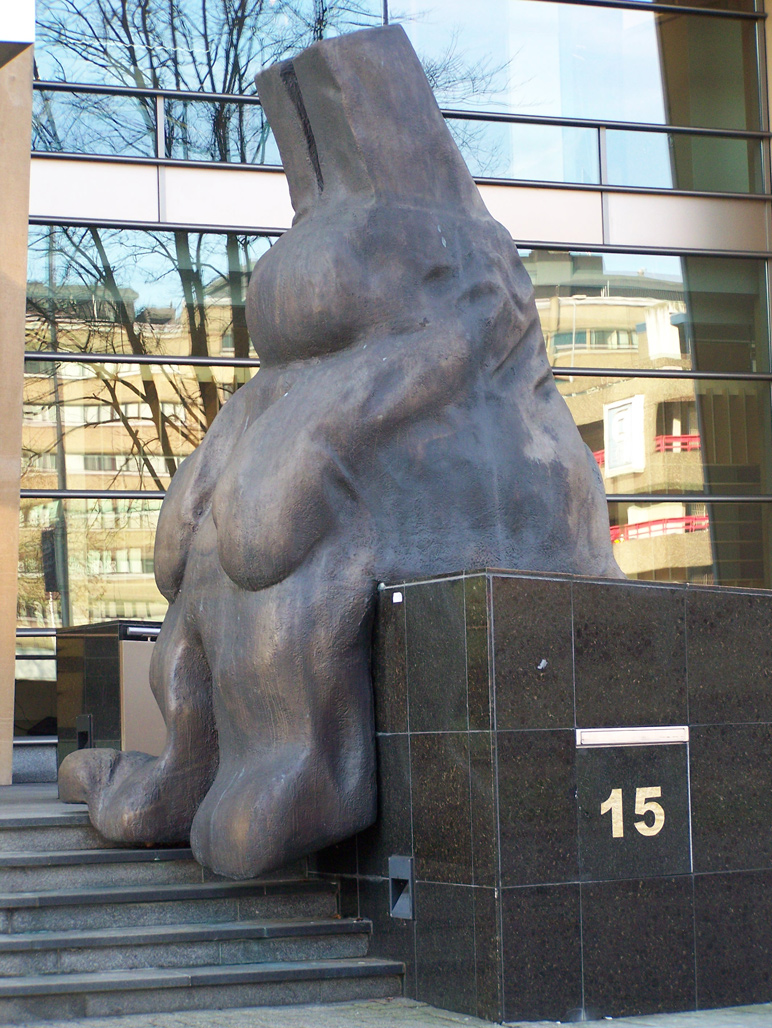
Zittend konijn (1999), Utrecht
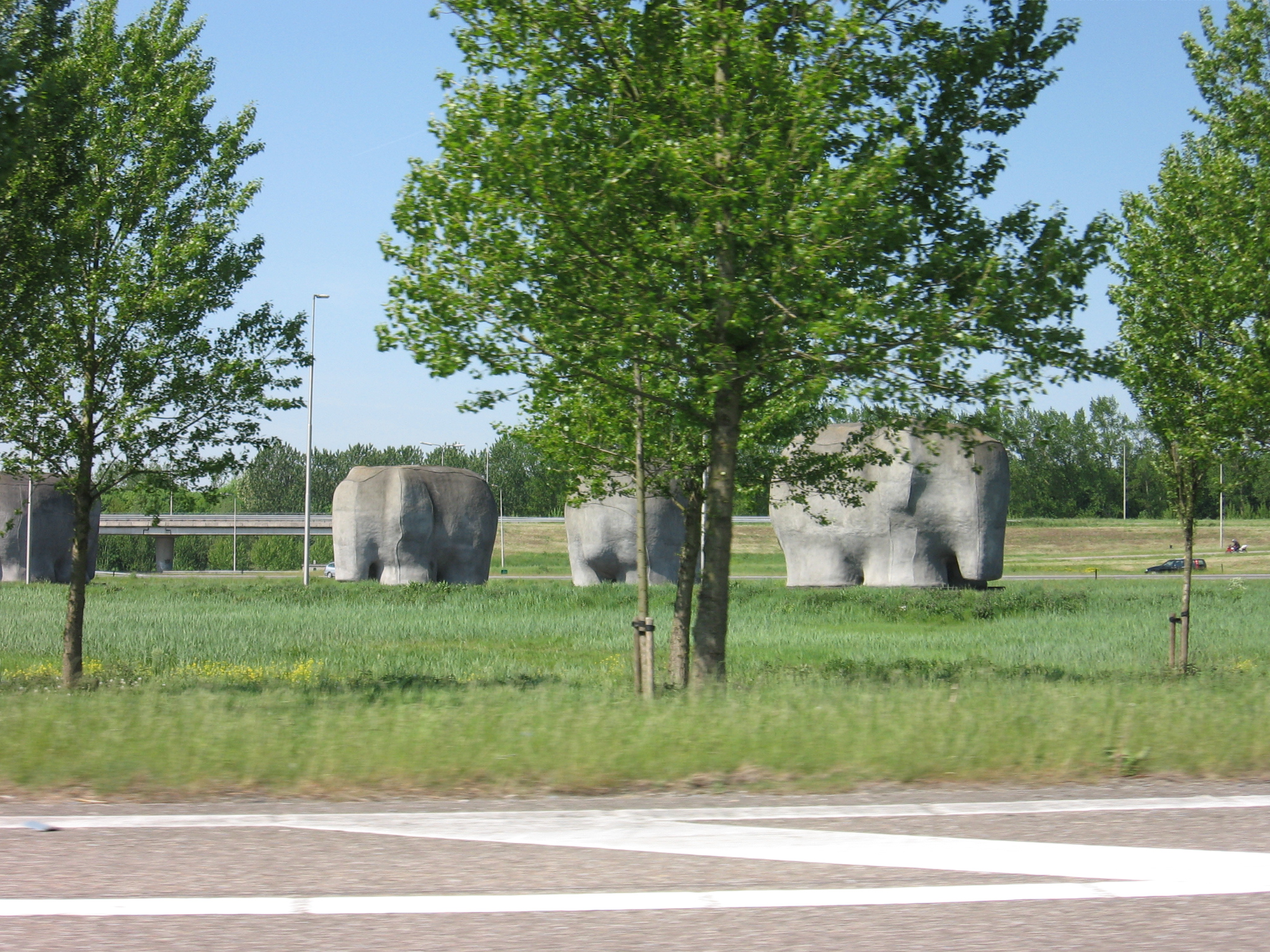
Olifanten (1999/2000), knooppunt Almere
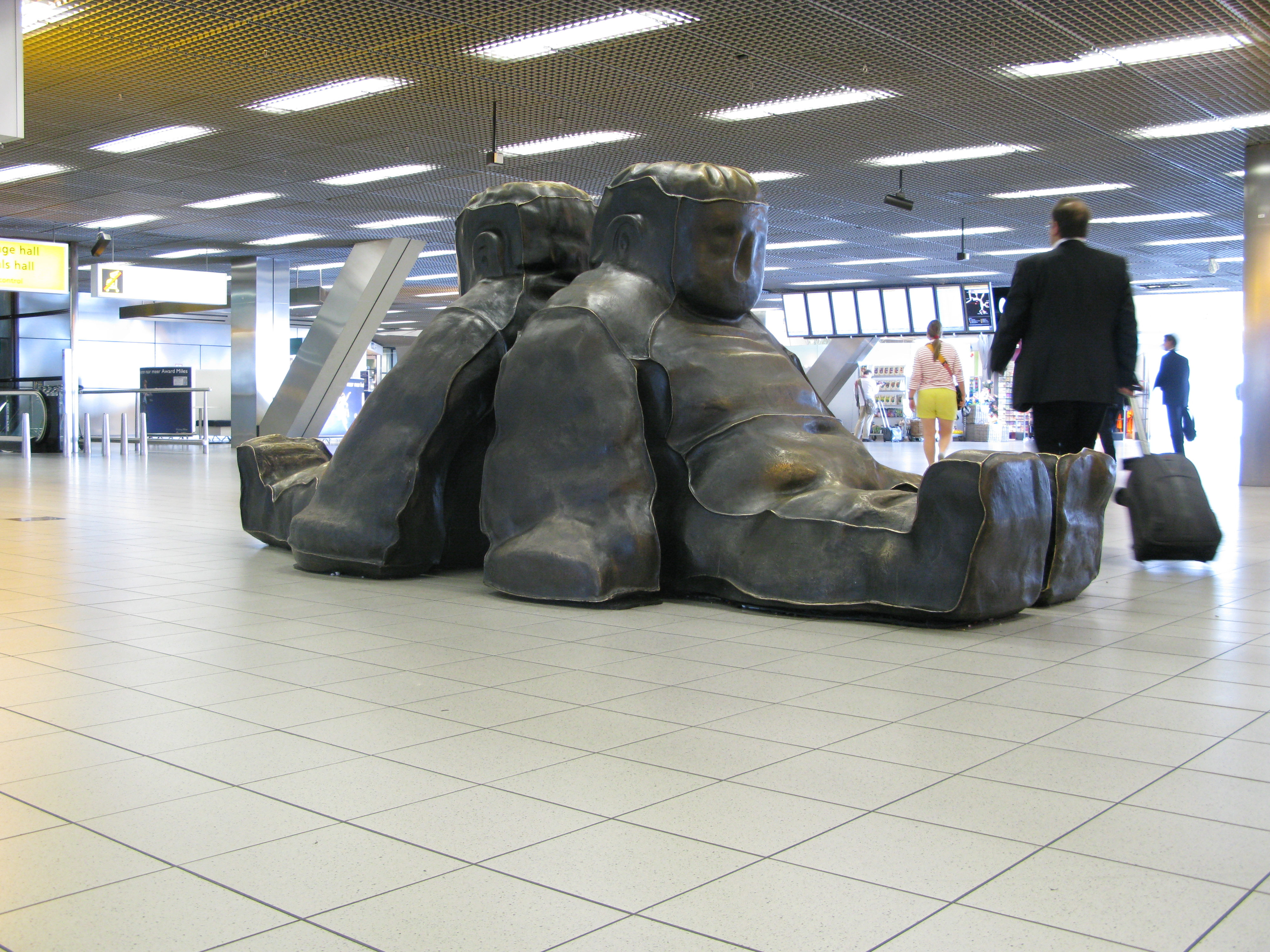
Sitting Men (2000), Schiphol
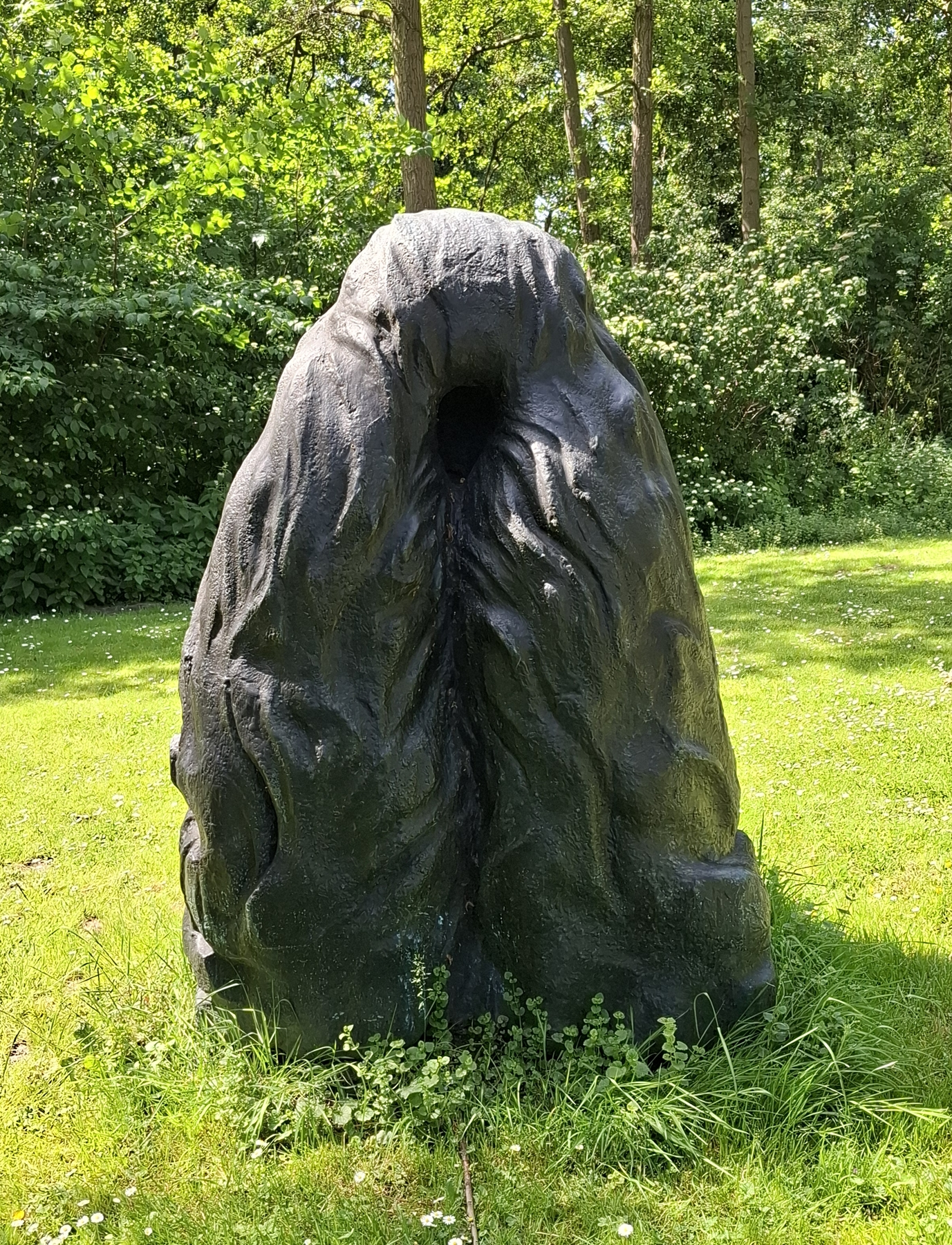
Kapsel van Spinoza (2002), Vlaardingen
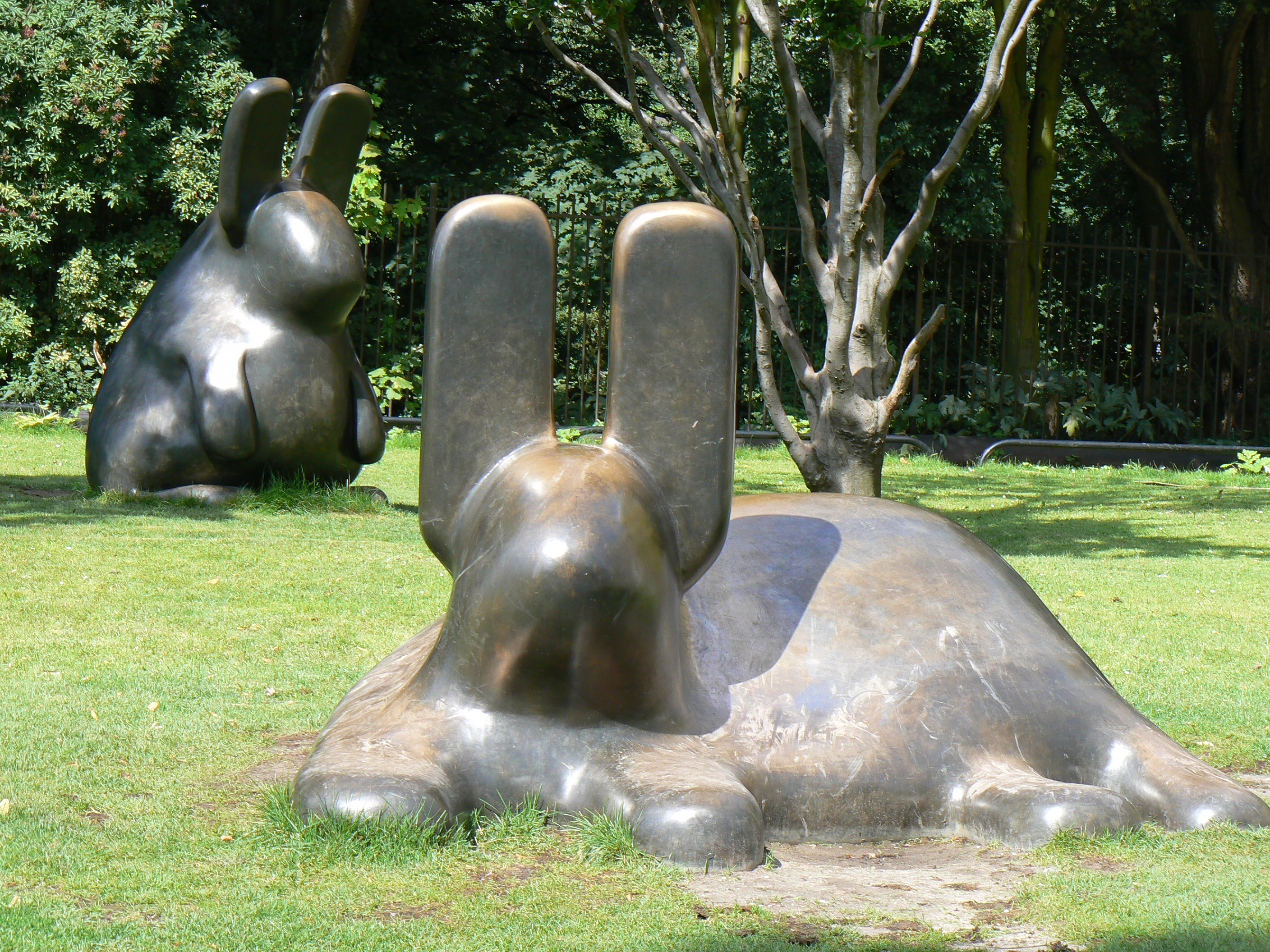
Konijnen (2003), Rotterdam
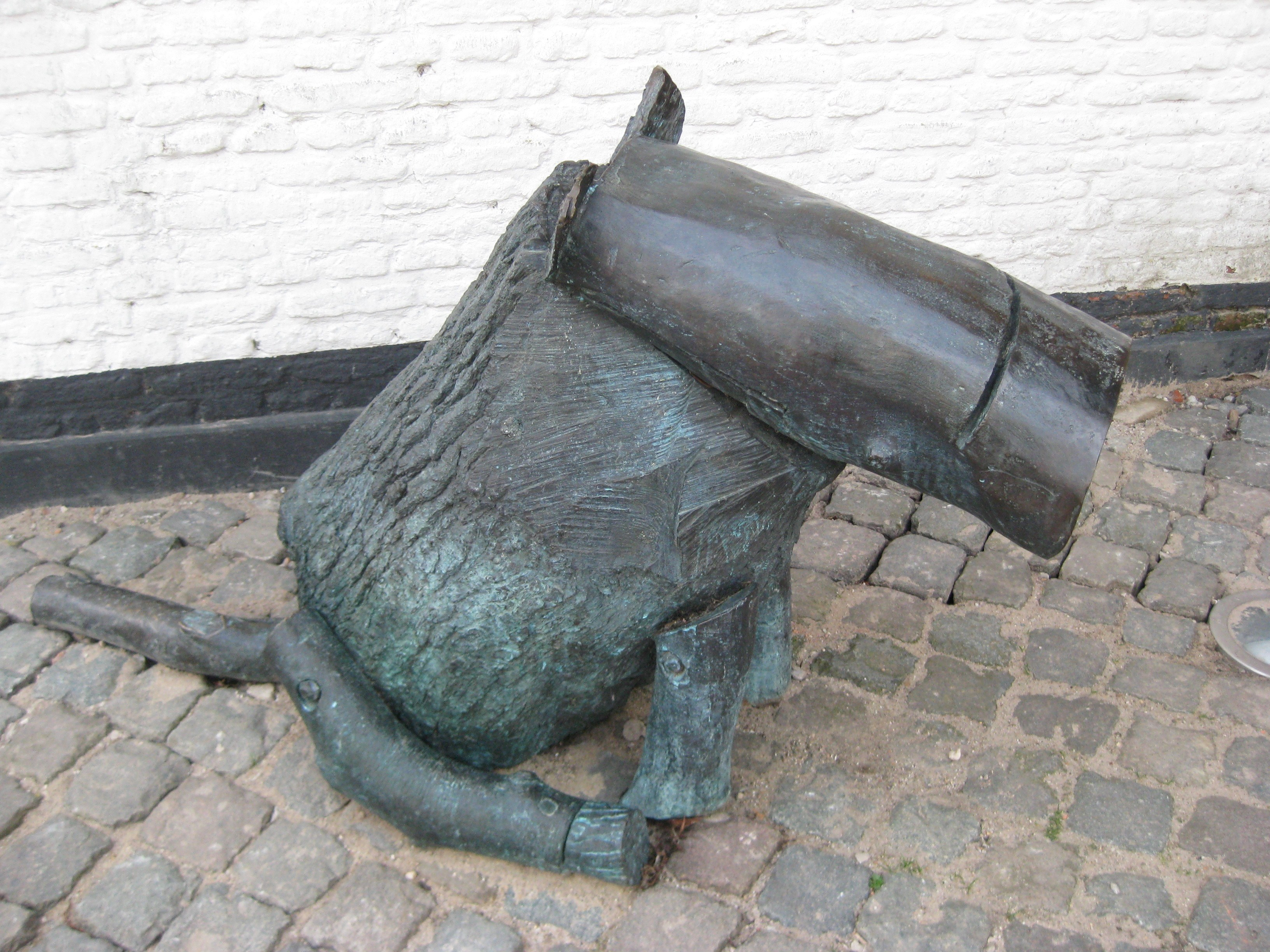
Hond (2003), Harderwijk
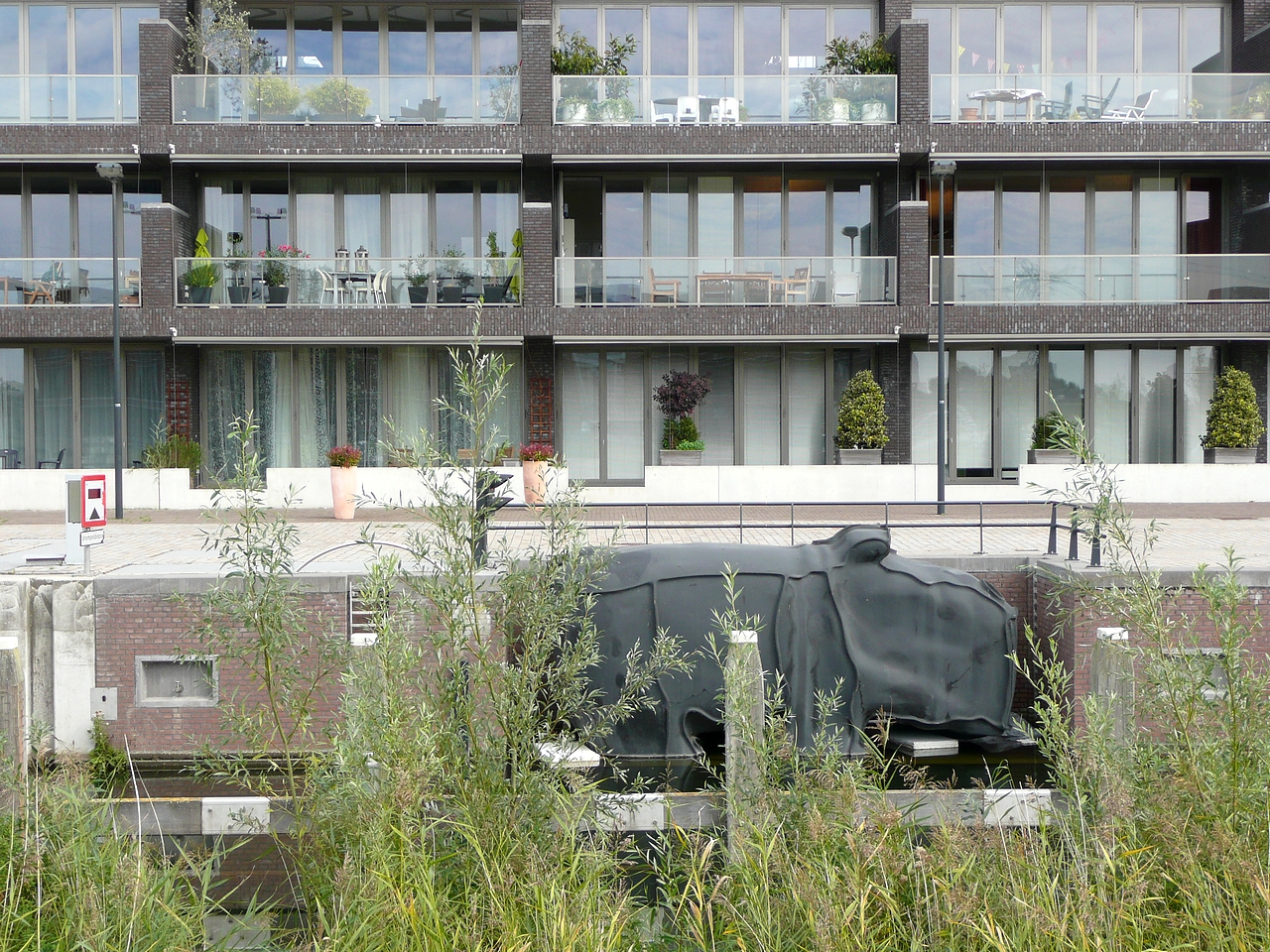
Rhino of Nijlpaard (2004), Amsterdam-IJburg
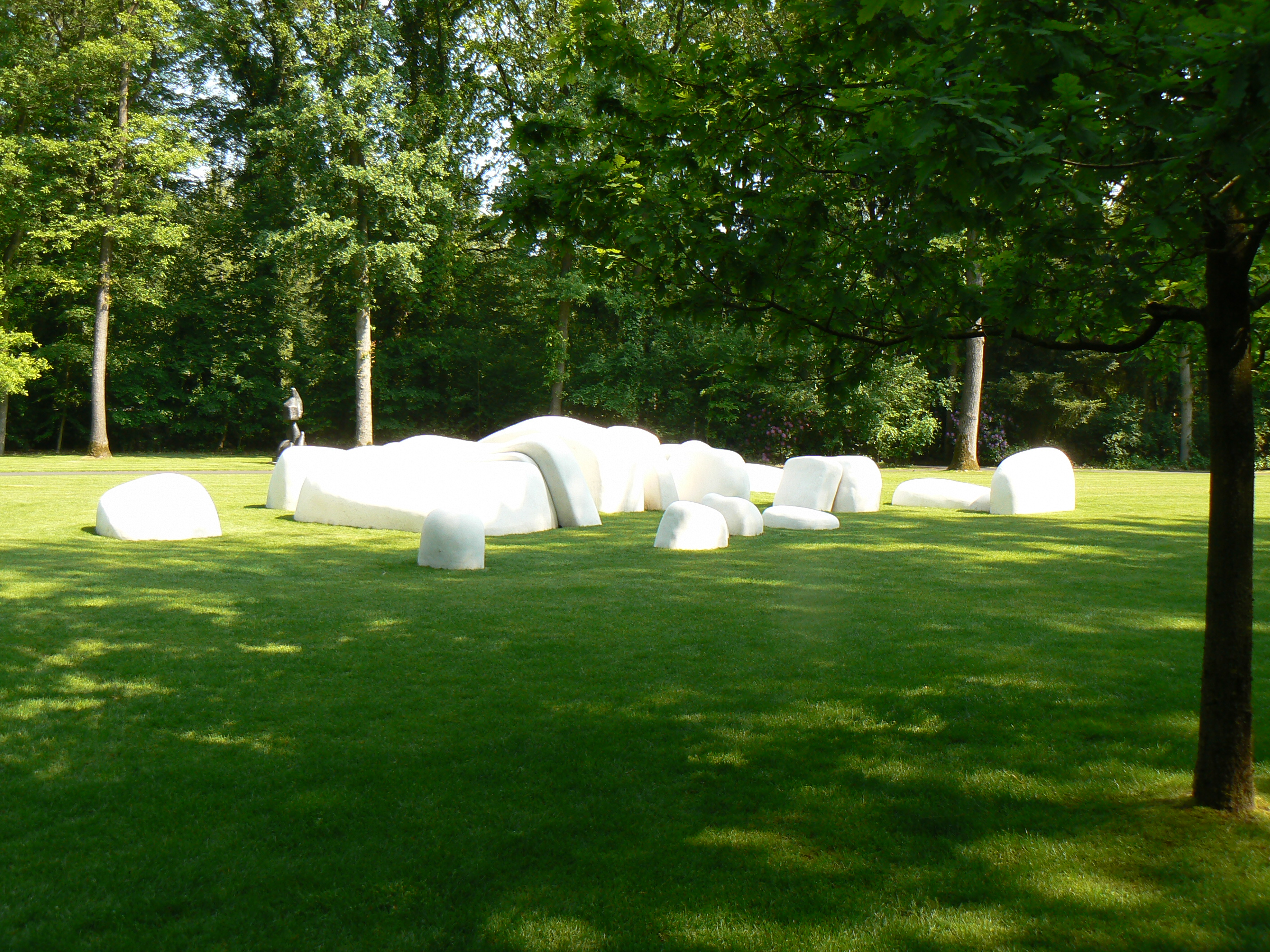
Rocky Lumps (2005/6) in Otterlo
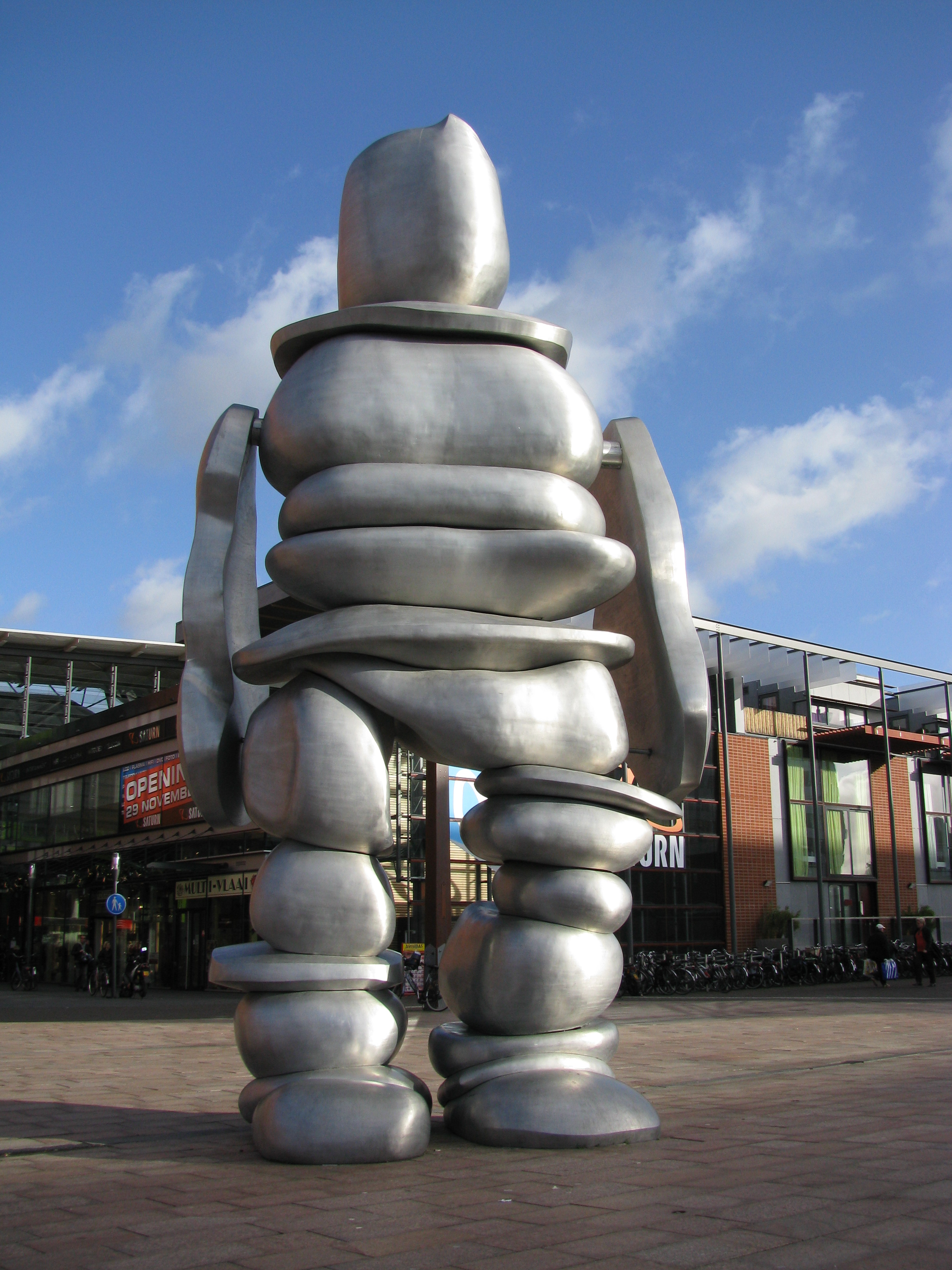
Het mannetje van Hoofddorp (2006), Hoofddorp
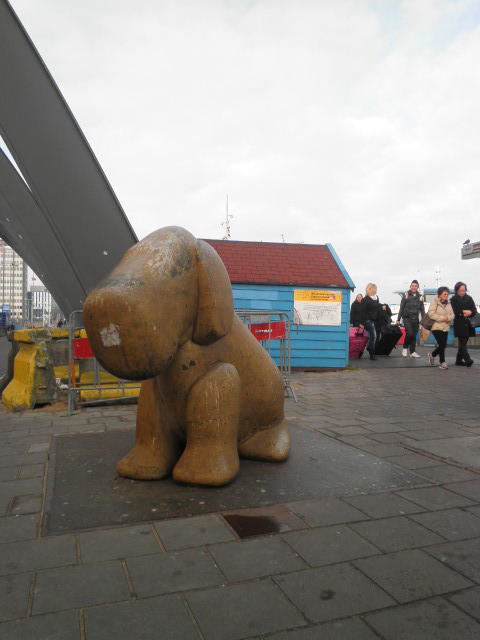
Waakhond van het Stationseiland (2007), Amsterdam
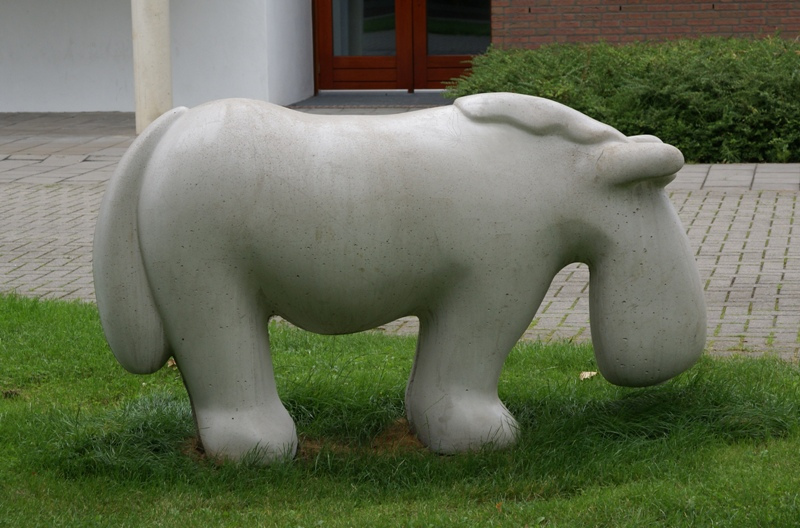
Betonnies (2007), Maastricht
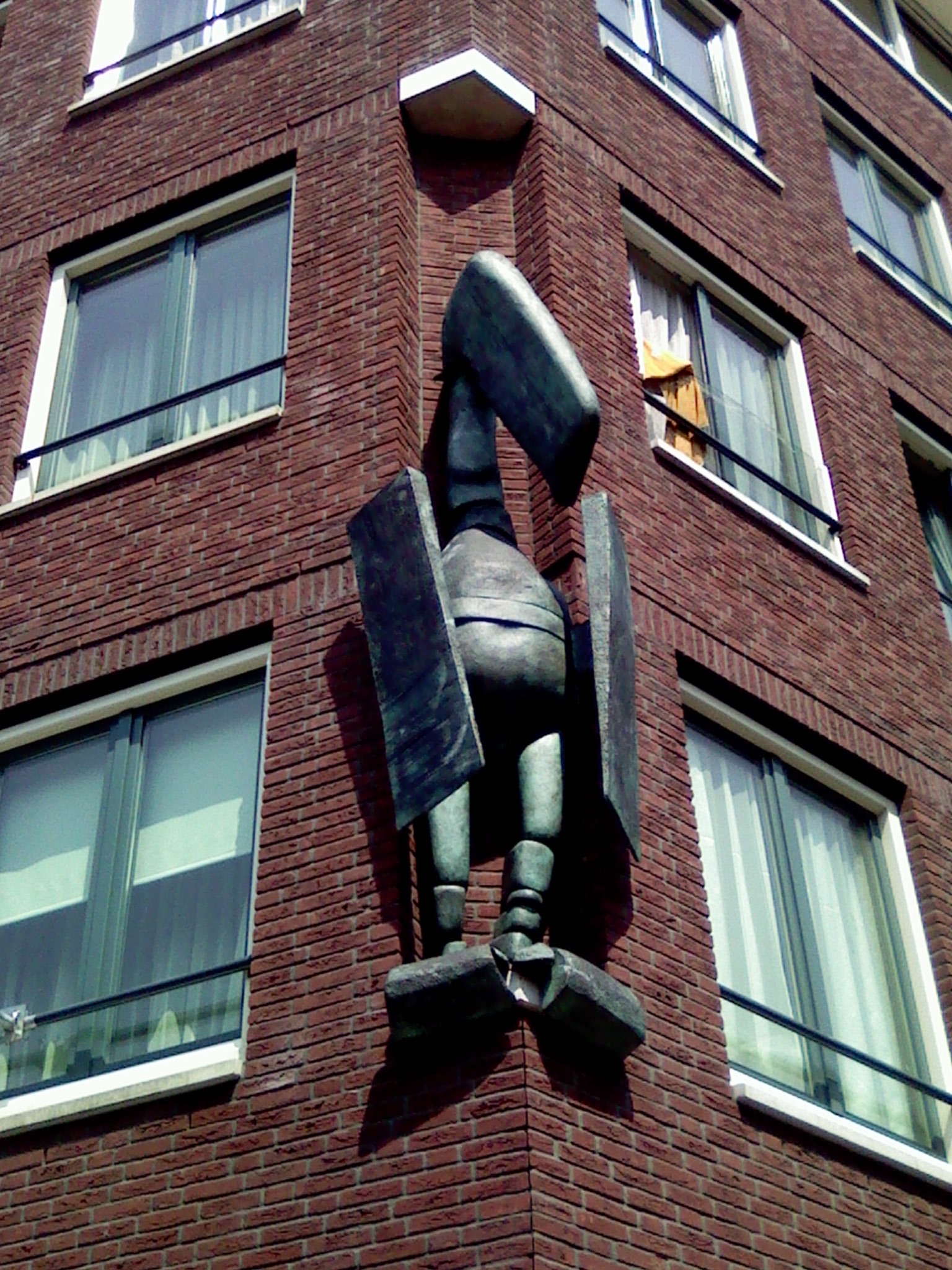
Harck (2009), Amsterdam
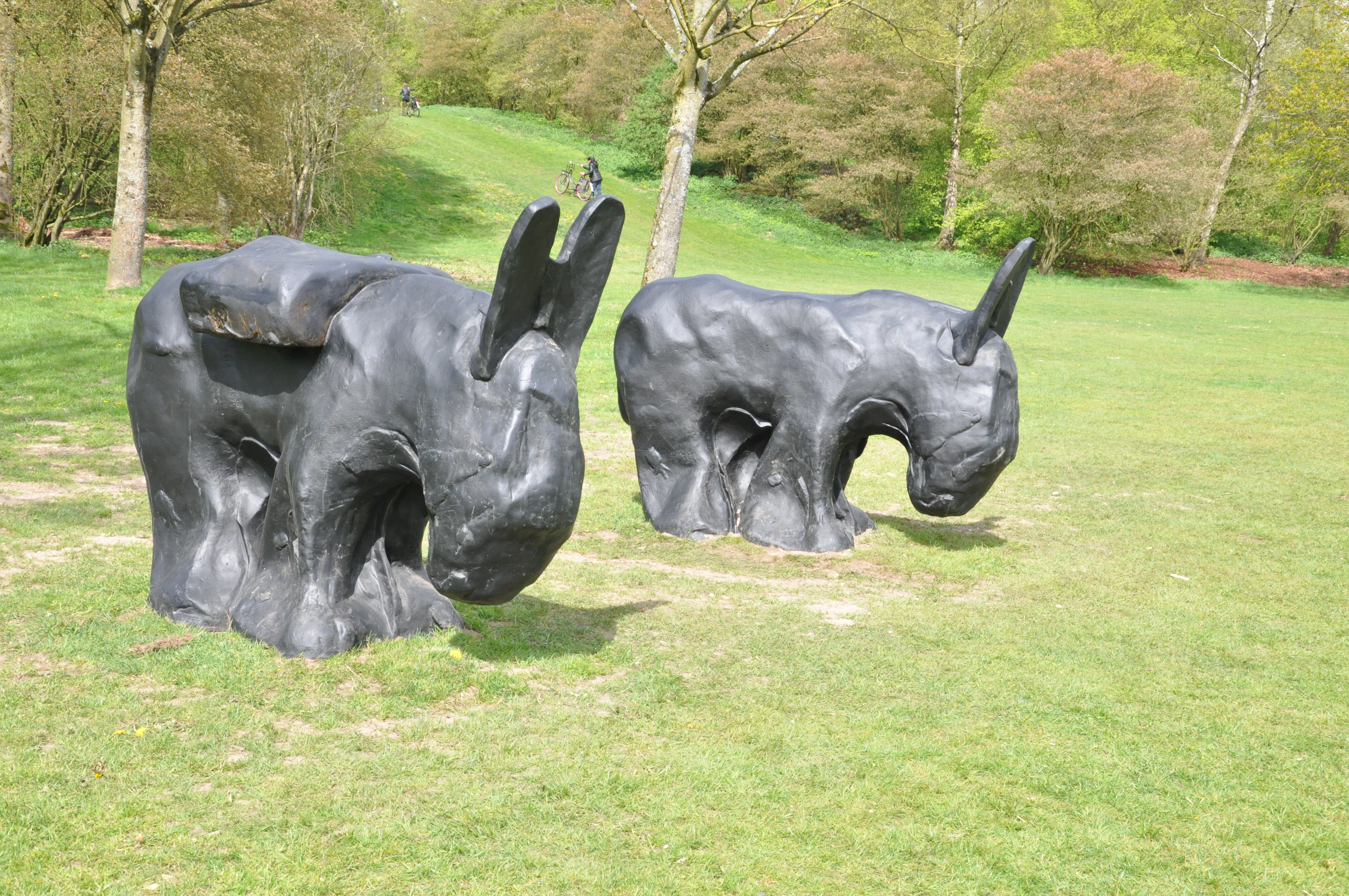
Twee ezels (2011), Apeldoorn
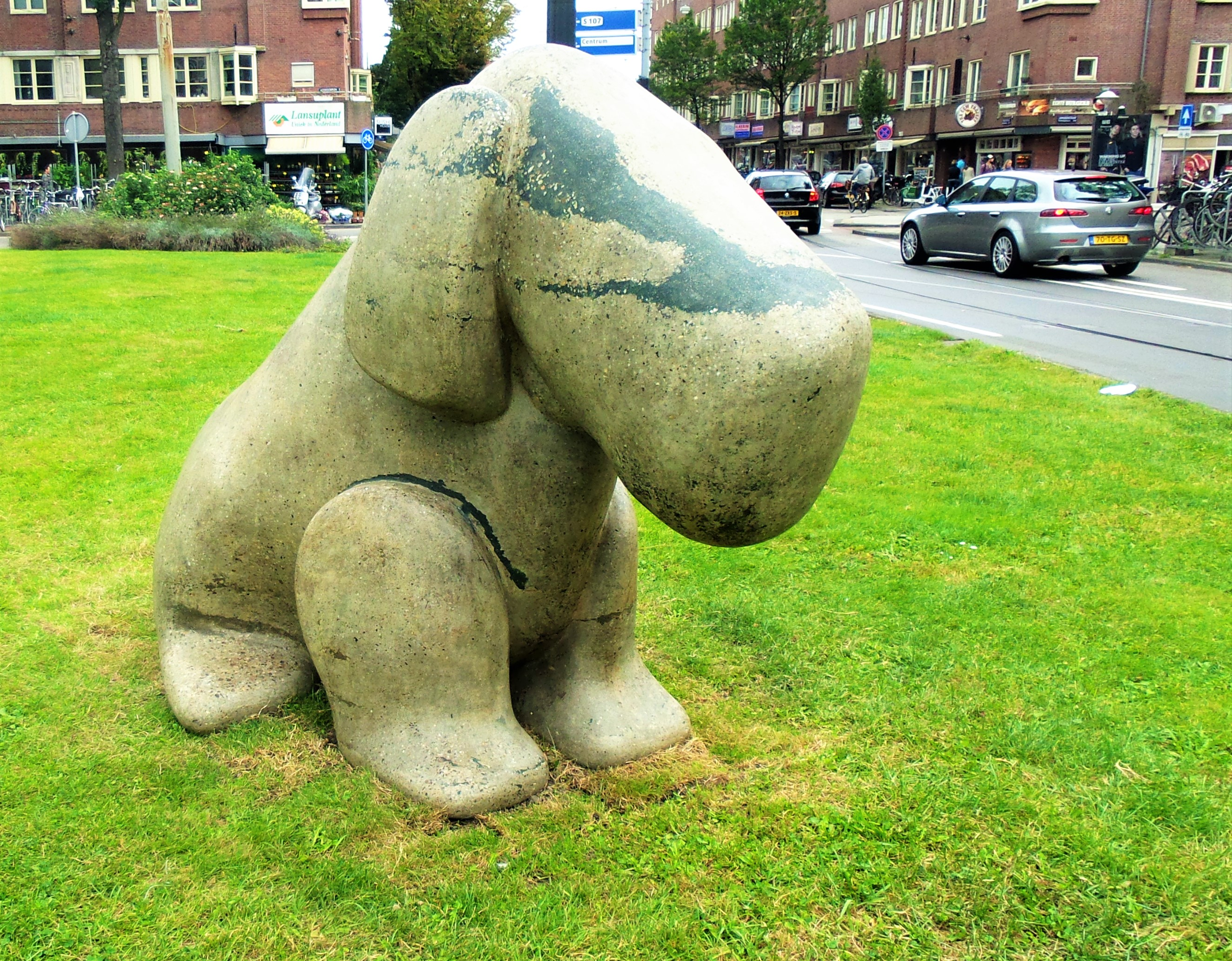
Pontus, voorheen Waakhond Stationseiland (2007), in 2016 herplaatst op Hoofddorpplein Amsterdam